# Rolls-Royce 20/25
La 20/25 è un'autovettura costruita dalla Rolls-Royce dal 1929 al 1936. Sostituì la Twenty. In origine era stata studiata per essere condotta dai proprietari, ma molti esemplari furono in seguito guidati da chauffeur.
Il motore era simile al sei cilindri montato dalla Twenty. La cilindrata, rispetto a quest'ultimo modello, fu aumentata a 3699 cm³. L'alesaggio fu incrementato a 82 mm dai 76 mm del modello citato, mentre la corsa non fu modificata e rimase a 114 mm. Il propulsore era provvisto di un solo carburatore, e l'accensione era sia a bobina che con magnete. Il cambio era a quattro velocità con la leva a destra del guidatore; dal 1932 fu montato un cambio sincronizzato per la terza e la quarta marcia.
Le sospensioni erano a balestra semiellittica su entrambi gli assi con freni sulle quattro ruote assistito da servofreno meccanico. Il freno a mano, con un impianto separato, agiva invece solamente sulle ruote posteriori. Il modello montava il famoso radiatore con sommità triangolare e listelli verticali. Nei primi esemplari le feritoie del radiatore erano azionate manualmente tramite una leva posta sul cruscotto. Questo serviva a far variare la portata d'aria sul radiatore. Gli esemplari successivi avevano un dispositivo automatico consistente in un termostato.
Grazie al propulsore più grande rispetto a quello montato sulla Twenty, l'autovettura raggiungeva la velocità di 121 km/h. Molti proprietari appesantirono la carrozzeria per renderla più lussuosa; la conseguenza fu la perdita in prestazioni.

## Apparizioni nei film
Il giorno dei fazzoletti rossi (1966), Attenti a quei due (1971), Essere o non essere (1983), Indiana Jones e l'ultima crociata (1989) (carrozzata Barker e con numero di telaio #GPG4), Quel che resta del giorno (1993), Enigma (2001), ecc.

## Galleria d'immagini

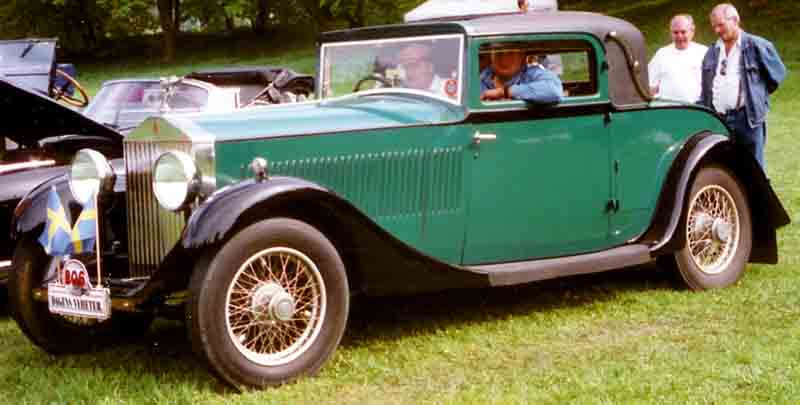
Rolls-Royce 20/25 Fixedhead Coupé del 1932
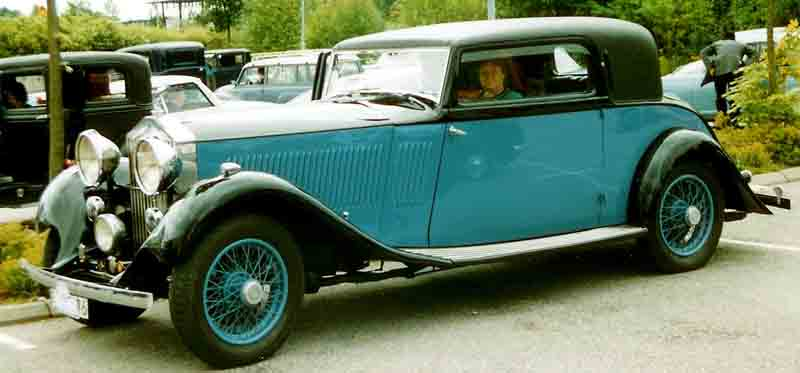
Rolls-Royce 20/25 Fixedhead Coupé del 1933
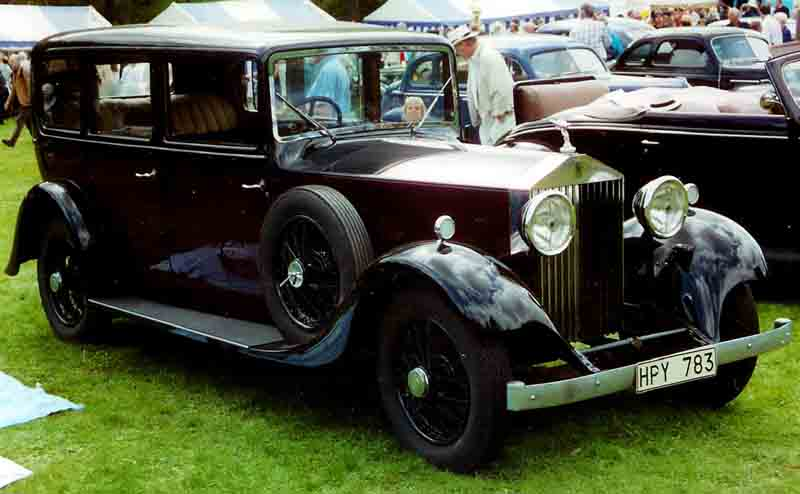
Rolls-Royce 20/25 Limousine del 1933
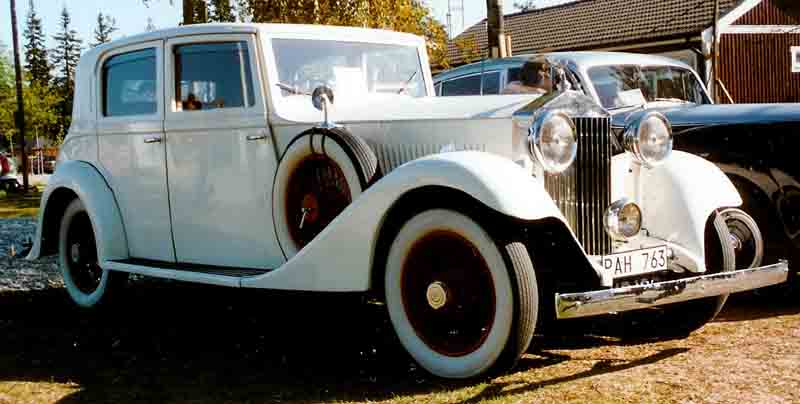
Rolls-Royce 20/25 Saloon del 1933
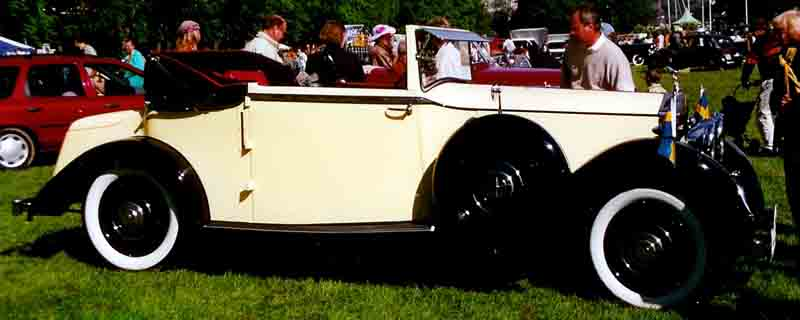
Rolls-Royce 20/25 Drophead Coupé del 1934
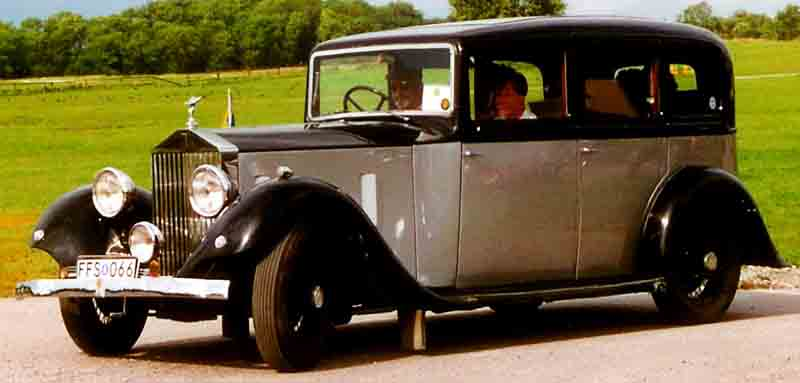
Rolls-Royce 20/25 Limousine del 1935
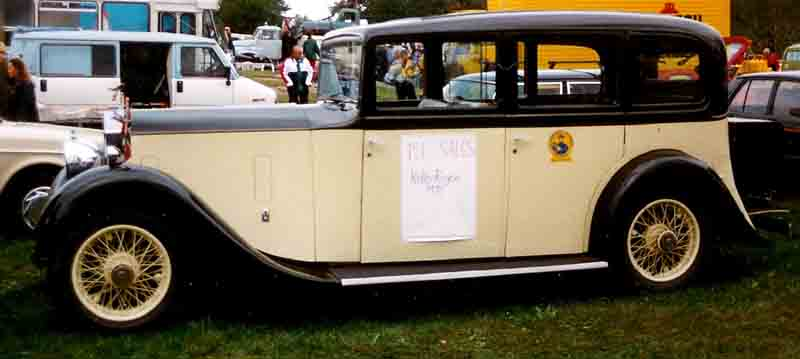
Rolls-Royce 20/25 Limousine del 1935